# Alexandr Skvortsov
Aleksandr Aleksandrovich Skvortsov (em russo:  Aлександр Aлександрович Скворцов (Schyolkovo, 6 de maio de 1966) é um ex-cosmonauta russo, veterano de três missões de longa duração na Estação Espacial Internacional.

## Carreira
Formado pela Escola de Piloto e Navegador da Força Aérea em Stavropol como piloto-engenheiro em 1987, fez o curso de treinamento de cosmonautas na Cidade das Estrelas entre janeiro de 1998 e novembro de 1999. Em março de 2008, foi designado para a tripulação reserva das Expedições 21 e 22 à Estação Espacial Internacional como comandante das naves Soyuz-TMA.
Em 2 de abril de 2010 foi pela primeira vez ao espaço no comando da nave Soyuz TMA-18, para assumir as funções de engenheiro de voo da Expedição 23 na ISS, e a partir de maio comandou a Expedição 24. Retornou à Terra em 25 de setembro, junto ao demais integrantes da missão, Tracy Caldwell e Mikhail Kornienko. Em 25 de março de 2014 foi novamente lançado ao espaço para uma missão de longa duração na ISS – Expedições 39 e 40 – como comandante da Soyuz TMA-12M  e integrou as duas tripulações na ISS até 10 de setembro de 2014, quando retornou depois de 169 dias no espaço. Seu terceiro voo foi no comando da Soyuz MS-13, lançada em 20 de julho de 2019, para mais uma missão de longa duração na ISS. Ele se aposentou da Roscosmos no dia 29 de abril de 2022.

## Vida pessoal
Homônimo, seu pai também foi um cosmonauta russo nos anos 1960, que entretanto nunca foi ao espaço por razões médicas.
É casado com Elena Skvortsova e tem uma filha, Anna, nascida em 1990. Já como cosmonauta, formou-se em Direito na Academia Russa de Serviços Civis.